# Cámara de Representantes de Uruguay
La Cámara de Representantes es la cámara baja de la Asamblea General, es decir, del poder legislativo de la República Oriental del Uruguay.

## Composición y funciones
Está compuesta de  miembros elegidos directamente por el pueblo, con arreglo a un sistema de representación proporcional por listas cerradas en el que se toman en cuenta los votos emitidos a favor de cada lema en todo el país. Corresponderán a cada Departamento, dos Representantes, por lo menos. Las bancas se adjudican de acuerdo con el método D'Hondt. Para poder ser candidato a Representante se necesita ciudadanía oriental (uruguaya) natural en ejercicio, o legal con cinco años de ejercicio, y, en ambos casos, 25 años cumplidos de edad.
Según los artículos 104 y 109 de la Constitución de la República, la Cámara de Representantes y la de Senadores, reunidas en Asamblea General, comenzarán sus sesiones el 1 de marzo de cada año hasta el 15 de diciembre, con la única excepción de que haya elecciones, donde sesionará hasta el 15 de septiembre. Tras las elecciones legislativas, la nueva Cámara deberá iniciar sus sesiones el 15 de febrero.
Compete a la Cámara de Representantes el derecho exclusivo de acusar ante la Cámara de Senadores a los miembros de ambas Cámaras, al Presidente y el vicepresidente de la República, a los Ministros de Estado, a los miembros de la Suprema Corte de Justicia, del Tribunal de lo Contencioso Administrativo, del Tribunal de Cuentas y de la Corte Electoral, por violación de la Constitución u otros delitos graves, después de haber conocido sobre ellos a petición de parte o de algunos de sus miembros y declarado haber lugar a la formación de causa.
Los  miembros de la Cámara de Representantes fueron elegidos en las elecciones del 27 de octubre de 2019, su mandato comenzó el 15 de febrero de 2020

## Comisiones
- Permanentes
  - Asuntos Internacionales
  - Asuntos Internos
  - Constitución, Códigos,Legislación General y Administración
  - Defensa Nacional
  - Derechos Humanos
  - Educación y Cultura
  - Ganadería, Agricultura y Pesca
  - Hacienda
  - Industria, Energía y Minería
  - Legislación del Trabajo y Seguridad Social
  - Presupuestos
  - Salud Pública y Asistencia Social
  - Transporte, Comunicaciones y Obras Públicas
  - Turismo
  - Vivienda y Territorio
- Integradas
  - DDHH integrada con la especial de Género y equidad para estudiar la violencia doméstica
  - Hacienda integrada para estudiar: Segura Nacional de Salud(C/119/10) Y Régimen de funcionamiento de las cajas de Auxilio y Seguros Convencionales (c/77/10).
  - Presupuesto integrada con la de Asuntos Internos
- Especiales
  - sobre Adicciones, Consecuencias e Impacto en la Sociedad Uruguaya
  - para Informar, Proyectar y finalmente Legislar sobre los intereses de Uruguay en la Antártida
  - con fines Legislativos de Asuntos Municipales y Descentralizados
  - de Innovación, Investigación, Ciencia y Tecnología
  - para el Estudio del Cooperativismo
  - para el Deporte
  - de Género y Equidad
  - con fines Legislativos vinculados al Lavado de Activos y Crimen Organizado
  - de Población y Desarrollo Social

## Presidentes de la Cámara de Representantes
La Presidencia de la Cámara de Representantes es rotativa. Cada año, un representante nacional es electo para dicha posición por sus pares.